# 狩野安
狩野 安（かのう やす、1935年〈昭和10年〉3月5日 - ）は、日本の政治家。自由民主党所属の元参議院議員（3期）。現在は全国更生保護婦人連盟会長。茨城県水戸市出身。

## 経歴
1953年、茨城県立水戸第二高等学校卒業。1957年、道徳再武装（MRA）活動参加のため渡米後、狩野明男と結婚。水戸商工会議所婦人部会長・県商工会議所婦人部連合会理事・水戸家庭裁判所調停委員・水戸地区保護司・県更生保護婦人連盟副会長・保護観察協会評議員・イニシアティブス・オブ・チェンジ顧問などを歴任。
1992年、夫・明男の死去に伴う参議院議員補欠選挙の茨城県選挙区に自民党から出馬し初当選。以後3期連続当選。三塚派を経て、亀井派に所属。環境政務次官・文部政務次官・厚生労働副大臣（雇用対策等の労働分野や少子化対策の担当）などを歴任。党務では自民党女性局長・党副幹事長などを務める。
2005年8月8日の郵政国会で郵政民営化法案の参議院本会議採決では反対票を投じて造反したが、総選挙後の採決では、一変して法案に賛成した。
2007年の第21回参議院議員通常選挙には出馬せず、政界を引退した。後任の候補は、茨城県議会議員だった長谷川大紋。
2008年、全国更生保護婦人連盟会長に就任。
2009年まで、長きにわたって茨城県オリエンテーリング協会会長を務めた。後任は狩野岳也となっている。

## 所属していた団体・議員連盟
- 神道政治連盟国会議員懇談会
- 日韓議員連盟